# El Hierro
Pour les articles homonymes, voir Hierro (homonymie) et Ferro.
El Hierro ou île du Méridien en espagnol Isla del Meridiano, aussi appelée en français île de Fer ou île de Ferro, est une île d'Espagne située dans l'océan Atlantique et faisant partie des îles Canaries. Plus jeune des îles de l'archipel, elle constitue la partie émergée d'un volcan bouclier ayant connu plusieurs effondrements de ses flancs qui lui ont donné sa forme triangulaire. La seule éruption des temps historiques a eu lieu entre le 10 octobre 2011 et le 5 mars 2012 avec l'émission sous-marine de lave au sud-ouest de l'île. Elle a été le cœur d'une crise sismique qui a débordé cette période. El Hierro a une population de 10 587 habitants en 2015 ; c'est la septième île des Canaries par la population et donc la moins peuplée de l'archipel. C'est également la septième île des Canaries par la surface avec 268,71 km2.
El Hierro est reconnue par l'Unesco en tant que réserve de biosphère le 20 janvier 2000.  La commune de Valverde est le siège du cabildo insulaire.

## Géographie

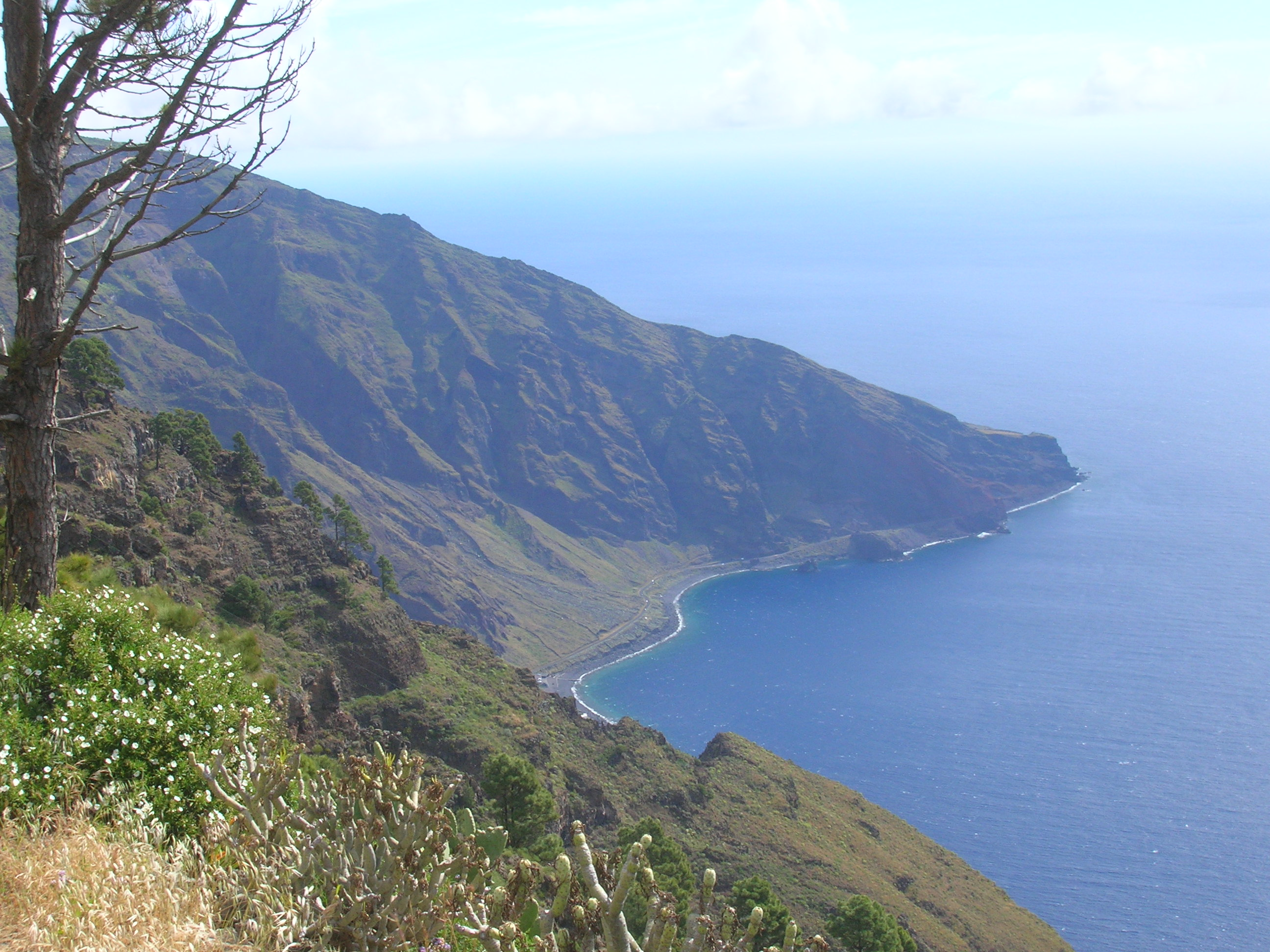
Littoral d'El Hierro.

### Localisation
El Hierro est l'île la plus occidentale et la plus méridionale des îles Canaries et l'une des plus petites de cet archipel avec une superficie de 268,71 km2. L'île de La Palma est distante de 67 kilomètres vers le nord et La Gomera est à 61 km vers le nord-est.

### Topographie
L'île, de forme triangulaire et montagneuse, culmine à 1 502 mètres d'altitude au pic de Malpaso.

### Géologie
Le volcan d'El Hierro forme une sorte de bouclier, dont toute la face Nord-Ouest se trouve tronquée par un escarpement massif d'environ 1 500 mètres de hauteur, formé à la suite de l'écroulement dans l'océan du volcan El Golfo, cataclysme qui remonterait à 130 000 ans d'après quelques sources  et 50 000 ans d'après la plupart des données actuelles. Le résultat de ce cataclysme est une impressionnante dépression en forme de demi-cercle d'un diamètre d'une douzaine de kilomètres et aux parois abruptes de plus de 1 000 m nommée Valle de El Golfo La commune de La Frontera occupe cette dépression. En contrebas, une plate-forme de lave borde la baie El Golfo sur douze kilomètres.

## Histoire

### Préhistoire

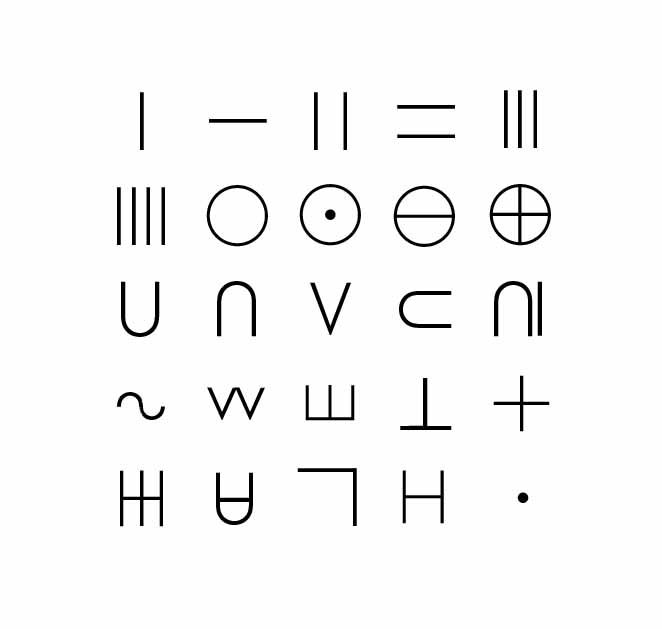
Pétroglyphes rectifiés d'El Hierro

Une première installation humaine pourrait être le fait de marins phéniciens au premier millénaire AEC, au plus tard au 3e siècle AEC, en raison de traces de marais salants et d'artisanat de teinture à La Cueva de La Lajura : site archéologique d'El Julan (de),, à El Julan (es) (El Pinar de El Hierro, près de La Restinga, côte sud), pétroglyphes d'El Hierro (de).

### Antiquité

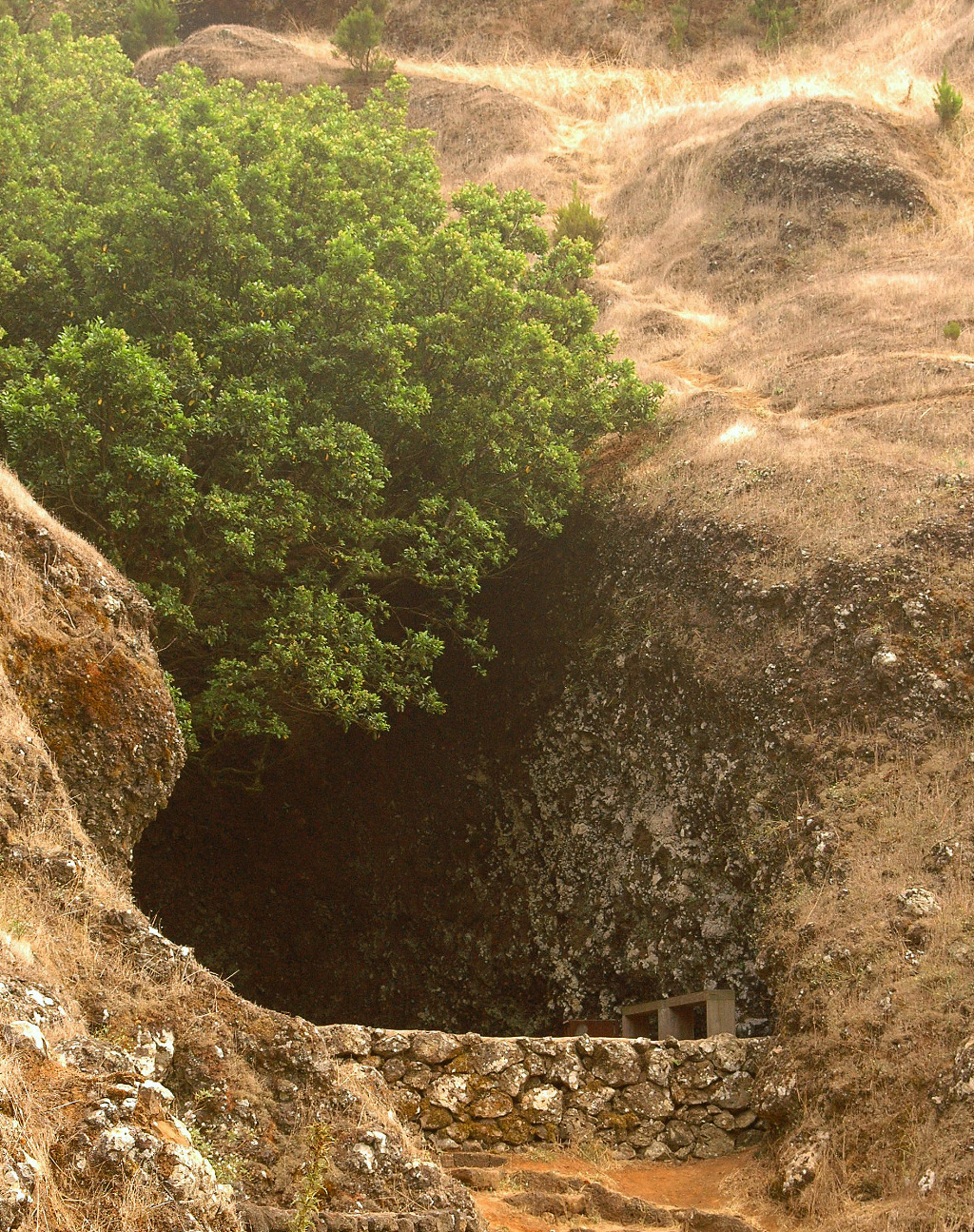
Site regarni du garoé

Les Bimbaches (en) sont les Guanches de cette île, implantés à l'époque romaine, sans doute d'origine punico-berbère, peut-être sous le règne du roi romanisé de Maurétanie Juba II.
Le garoé est un arbre-fontaine de la population guanche, arbre sacré, disparu vers 1600-1610, qui figure sur les armoiries de l'île.

### Histoire moderne
L'île est visitée plusieurs fois par des raids de marchands d'esclaves entre 1350 et 1400.
En 1404, l'explorateur français Jean de Béthencourt conquiert l'île en soumettant les Bimbaches, ses habitants originels, notamment par la négociation. Il est aidé par Augeron, le frère du roi guanche, jouant le rôle d'interprète et de médiateur. De nombreux Bimbaches sont réduits en esclavage tandis que des Français et des Galiciens s'établissent sur l'île. Une révolte des Bimbaches est notamment réprimée par le gouverneur Lázaro Vizcaíno.
El Hierro aurait connu une éruption en 1793 mais l'événement n'est pas certain. 
L'apparition d'une activité sismique d'origine volcanique survient le 16 juillet 2011. Les secousses d'une magnitude inférieure à 3 se produisent à une dizaine de kilomètres de profondeur au sud-ouest de l'île. Dans le même temps, un gonflement du volcan est enregistré. Ces manifestations sont interprétées par les volcanologues comme l'annonce possible d'une éruption. Le 24 septembre 2011, le gouvernement local place l'île en niveau d'alerte jaune,, préparant ainsi la population à une éventuelle évacuation. Fin septembre, les séismes qui se font plus puissants et beaucoup plus nombreux commencent à être ressentis par la population et le gonflement du sol atteint 3,5 centimètres. Le 10 octobre, la nature des séismes change avec l'apparition d'un trémor situé au large des côtes méridionales de l'île, signe d'une éruption sous-marine. Le niveau d'alerte passe alors au rouge pour le village de Restinga dans la commune d'El Pinar et une zone d'exclusion maritime est mise en place. Le 12 octobre, des manifestations de l'éruption atteignent la surface de la mer avec la coloration de l'eau en vert clair, la remontée de bulles de gaz et la suspension de fragments volcaniques dans l'eau. Cette éruption sous-marine pourrait passer à une phase surtseyenne en se rapprochant de la surface puis donner naissance à une nouvelle île, ce scénario étant conditionné par la quantité de magma rejetée. Le 5 mars 2012, l'éruption est déclarée achevée mais le secteur maritime reste interdit d'accès.

## Administration

Drapeau de El Hierro.

Les Canaries conservent, sur chacune des îles, une administration qui n'existe plus ailleurs en Espagne depuis la fin de son empire : le Cabildo dont les représentants sont élus et qui chapeaute les communes et qui impulse la politique de façon cohérente car il est adapté à l'unité insulaire. Depuis 1913, l'île n'était constituée que de deux communes Valverde, le chef-lieu, et La Frontera. Depuis le 15 septembre 2007, la commune d'El Pinar a été créée par scission de la commune de La Frontera.

## Démographie
Au 1er janvier 2011, la population d'El Hierro était de 10 995 habitants mais, n'y vivent de façon permanente que 8 000 personnes environ ; la crise sismique et la crise économique espagnole sont passées par là et l'émigration a toujours été une soupape contre la pauvreté et le chômage dans l'histoire.

## Économie
En 2000, à la demande de ses élus, toute l'île a été classée en réserve de biosphère par l'Unesco. Ce statut n'exclut pas les activités traditionnelles bien vivantes de l'agriculture, de l'élevage et de la pêche qui s'exercent notamment dans le cadre coopératif. L'élevage, notamment ovin, est en nette reprise depuis quelques années, et c'est l'île des Canaries qui a conservé le plus important volet agricole par rapport à sa population. Notamment grâce à Gunter Pauli qui a aidé la population à favoriser l'économie circulaire. Plus de 10 % de sa superficie sont cultivés, avec notamment des bananes, des ananas et de la vigne. Avec le chômage, dû à la crise espagnole qui dure depuis 2008, on constate un notable retour à la terre [réf. nécessaire]. Un aérodrome complète les accès maritimes sur l'île.

## Culture

### Célébrations et festivités
Les évènements culturels les plus importants de El Hierro sont le carnaval de La Frontera et la Bajada de la Virgen de los Reyes, patronne de El Hierro, célébrée tous les quatre ans entre juillet et août avec notamment une procession entre son sanctuaire de La Dehesa de Sabinosa en direction de Valverde.

### Symboles naturels
Les symboles naturels de El Hierro sont : Gallotia simonyi machadoi (Lézard géant de El Hierro) et Juniperus phoenicea (Sabina).

Armoiries d'El Hierro, avec garoé
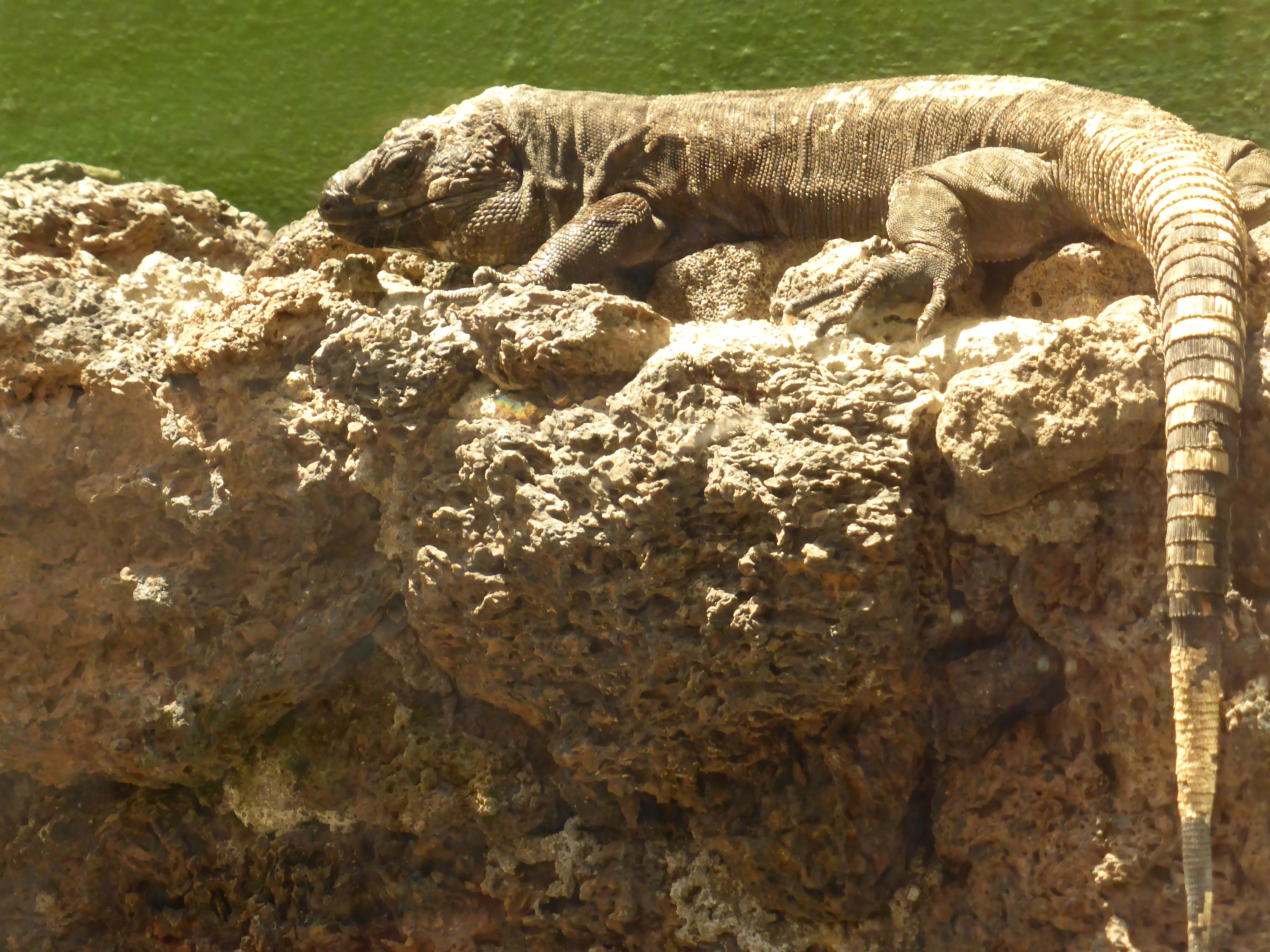
Gallotia simonyi machadoi
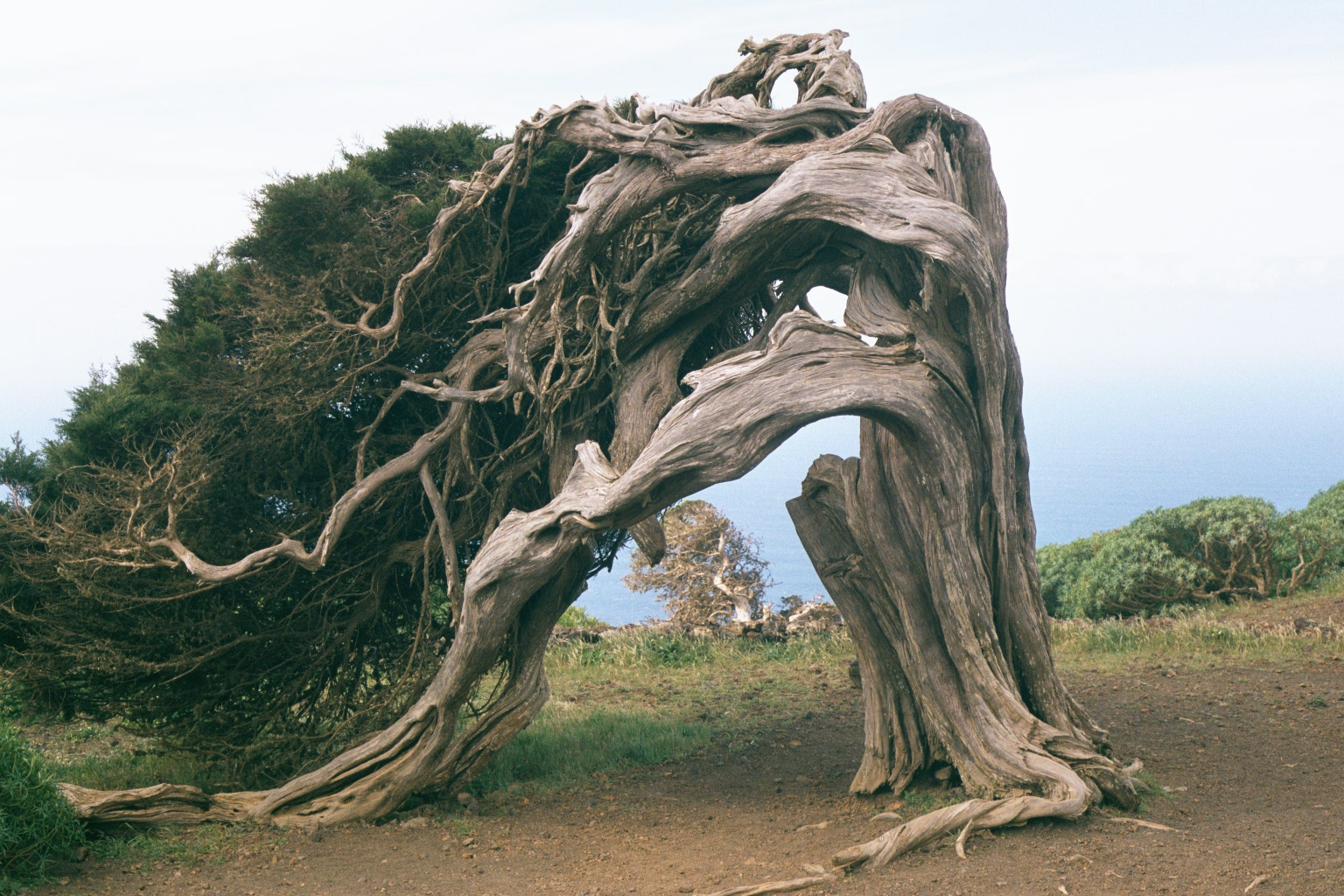
Juniperus phoenicea
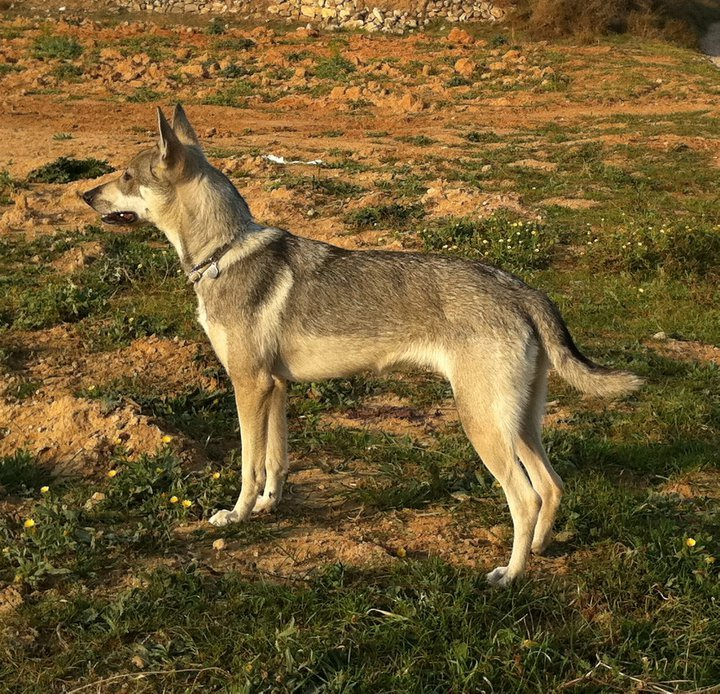
Chien-loup herreño

## Biodiversité

### Flore
El Hierro est l'île de l'arbre fontaine, connu historiquement aussi sous le nom d'arbre saint ou encore de Garoé, qui se retrouve sur ses armoiries. C'était un arbre de la forêt de nuages qui avait la particularité de recueillir l'eau du brouillard, très dense sur El Hierro, à son pied, lorsque le vent déposait en quantité des gouttelettes de brume sur son feuillage. Cette source d'eau atmosphérique était utilisée, lors des sécheresses, par les aborigènes Guanches jusqu'à l'arrachage de l'arbre en 1610 lors d'une tempête. Toutefois des arbres fontaines ont été replantés au XXe siècle, sous l'impulsion du forestier Zosimo Hernandez Martin (1920-2004). 

### Faune
El Hierro abrite une population de lézards géants endémiques de l'espèce Gallotia simonyi. Ces reptiles ont été sauvés de l'extinction par un programme spécifique. La plantation de nouveaux arbres fontaines et la multiplication des lézards géants participèrent grandement en l'an 2000 au classement complet de l'île en réserve de biosphère par l'Unesco. Ce statut protège flore et faune sans exclure les activités traditionnelles bien vivantes de l'agriculture, de l'élevage et de la pêche.
Le chien-loup herreño (es), spécifique à l'île, proche du loup d'Arabie, aurait été utilisé comme chien de troupeau.

## Sciences

### Méridien

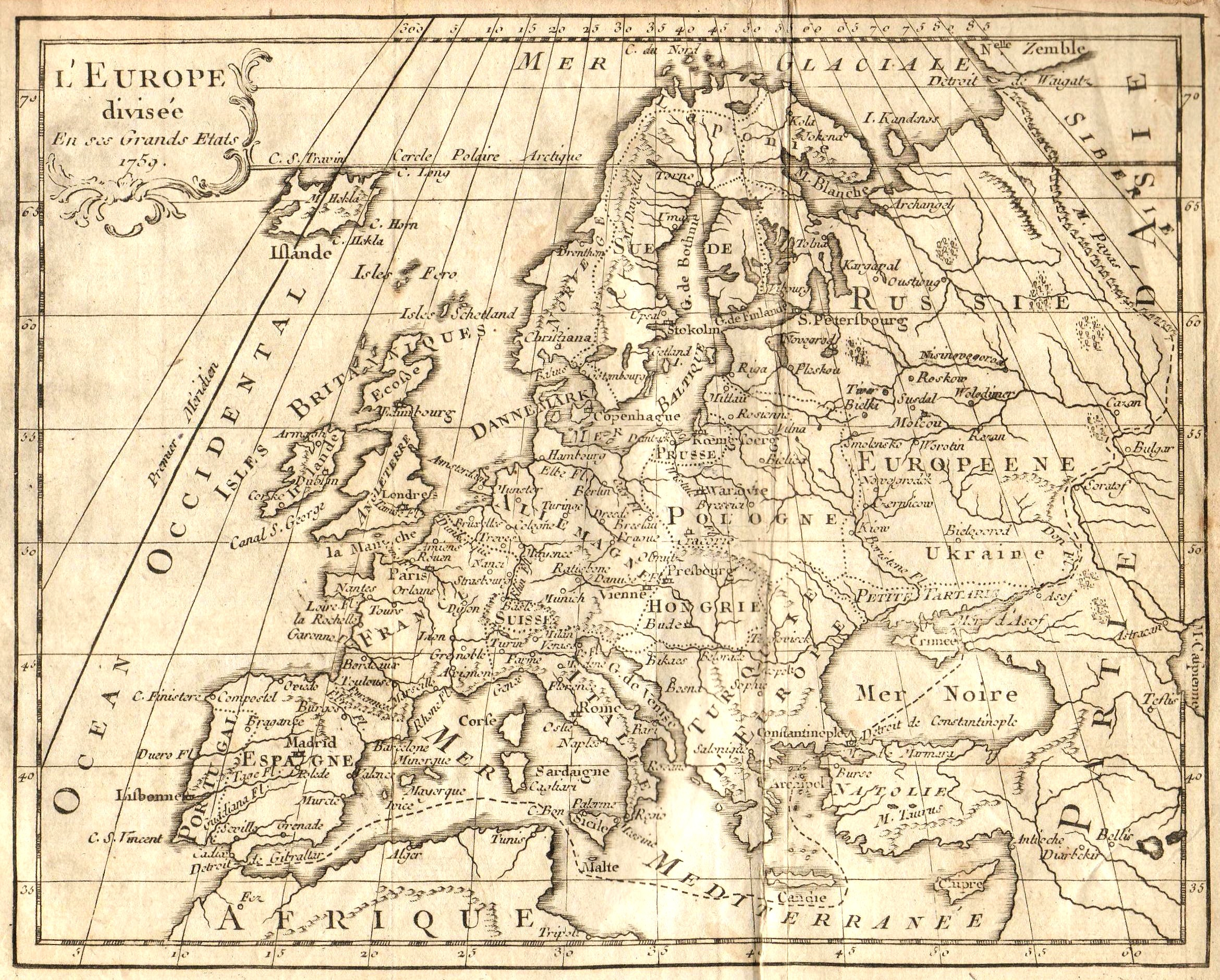
Carte d'Europe dressée en 1759 basée sur le méridien d'El Hierro.

À la suite de ses prédécesseurs Posidonios d'Apamée et Marinos de Tyr, Ptolémée place dans sa Géographie le méridien origine dans les Îles des Bienheureux, identifiées comme la partie occidentale des îles Canaries, à l'époque le point le plus occidental du monde connu. La géographie de Ptolémée reste la référence jusqu'aux grandes découvertes maritimes des XVe et XVIe siècles, qui donnent une nouvelle vision du monde. Chaque pays décide alors d'avoir « son » méridien origine : l'île de Terceira aux Açores pour le Portugal, Tolède pour l'Espagne, Tenerife aux îles Canaries pour les Pays-Bas, etc.
Conscient des problèmes posés par cette pluralité de références, le roi français Louis XIII réunit en 1634 les plus importants géographes et astronomes d'Europe pour qu'ils s'accordent sur la définition d'un premier méridien unique. Fortement imprégnés des idées de Ptolémée, les savants décident de le situer à El Hierro, alors appelée « île de Fer ». Cette position à l'extrême Ouest avait l'avantage d'indiquer des longitudes positives commodes pour tous les pays européens. Le roi de France décrète ainsi par ordonnance que désormais toutes les cartes et globes terrestres devraient prendre ce méridien comme référence de l'origine des longitudes. Bien que ne s'adressant qu'aux géographes de France, cette décision est acceptée par bon nombre de géographes européens et utilisée par eux jusqu'au début du XIXe siècle. Le « méridien de l'île de Fer » est officiellement abandonné en 1792, au profit du méridien de Paris, puis de celui de Greenwich en 1884.
Le méridien de l'île de Fer avait été arbitrairement placé à 20° 00′ 0″ à l'ouest du méridien de Paris. Ce dernier étant situé à 2° 20′ 14" à l'est du méridien de Greenwich, la longitude actuelle du méridien d'El Hierro serait donc de 17° 39′ 46" Ouest, ce qui le ferait passer au large de l'île, dont les longitudes sont comprises entre 18° 9′ 39" et 17° 53′ 53" ouest.

### Énergie
En juin 2014, Hierro est devenue la première île du monde, de cette taille et non interconnectée à un quelconque réseau, à obtenir la capacité d'être ponctuellement autonome en électricité grâce à la mise en fonction d'une centrale hydro-éolienne originale. Ce système est composé de cinq éoliennes de 2,1 MW chacune, d'une usine de dessalement de l’eau de mer, d'une centrale hydraulique de 11 MW et de deux réservoirs à des altitudes différentes, fonctionnant en stations de transfert d’énergie par pompage et turbinage (STEP), prenant le relais des éoliennes en cas de panne de vent. L’ancienne centrale thermique au fioul lourd est néanmoins maintenue en service et contribue toujours pour plus de la moitié de la production d'électricité de l'ile. Un système proche mais différent, par exemple parce qu'il utilise directement l'eau de mer, fonctionne sur l'île japonaise d'Okinawa, mais c'est le modèle d'El Hierro qui est appelé à se développer et se diffuser, selon l'Unesco dans le cadre de l'initiative RENFORUS[réf. nécessaire]. Cette centrale hydro-éolienne de Gorona del Viento a commencé à produire en régime de croisière en juin 2015 ; elle a couvert 49 % de la consommation de l'île en juillet et 55 % en août, atteignant parfois des pointes à plus de 80 % et même 100 % pendant deux heures le dimanche 9 août 2015. Mais ces deux mois sont les plus venteux, et la part de la consommation couverte par Gorona del Viento a chuté à 19,9 % en septembre, 13,5 % en octobre, 27 % en novembre et 18,5 % en décembre ; au total, sur ce premier semestre de fonctionnement, le taux moyen de couverture a été de 30,7 %, selon les données en temps réel publiées par le gestionnaire de réseau Red Eléctrica de España (REE). En 2016, la centrale « hydroéolienne » a doublé sa production, couvrant en moyenne 41 % des besoins d'électricité de l'île ; le taux de couverture a atteint 100 % pendant 500 heures, soit 5,7 % de l'année. En 2017, Gorona del Viento a célébré sa millième heure de fourniture d'électricité 100% renouvelable.
Depuis plusieurs décennies, les îliens ont également considérablement changé leurs comportements avec des démarches concrètes de développement durable[C'est-à-dire ?]. De nos jours, la mobilité électrique et la fabrication de biodiesel, à partir des huiles usagées locales, se développent[réf. nécessaire] et le Cabildo donne l’exemple de leur usage[réf. nécessaire]. Sur une île où, par tradition, les coopératives et les mouvements politiques et citoyens sont très actifs[réf. nécessaire], il ne faut pas oublier le Wi-Fi gratuit dans la plupart des lieux de réunion et d’intérêt touristique tandis que l’éclairage public à LED se diffuse et les cultures biologiques sont encouragées par l’administration insulaire.